# Chó Husky Sakhalin
Chó Sakhalin Husky, còn được gọi là Chó Karafuto-Ken (樺太犬), là một giống chó được sử dụng làm chó kéo xe.

## Lịch sử
Karafuto-ken có thể được viết tắt là Karafuto, tên tiếng Nhật cho Sakhalin và Ken, một từ tiếng Nhật có nghĩa là chó; do đó, điều này cho biết nguồn gốc của giống chó này. Loài chó này vẫn còn có số lượng rất ít nên chúng rất hiếm; do đó, vài nhà lai tạo vẫn còn ở Nhật Bản.
Tính đến năm 2011, chỉ có hai cá thể thuần chủng còn tồn tại của giống chó này ở Nhật Bản, vốn không bao giờ phục hồi sau những tác động xấu của Thế chiến II. Một số lượng chó thuần chủng không xác định vẫn có thể được tìm thấy trên đảo Sakhalin, đặc biệt là ở các nơi các cộng đồng bản xứ là các nhóm dân tộc đã liên tục sinh sống Sakhalin kể từ thời kỳ tiền chiến (ví dụ Nivkh). Nhà tạo giống duy nhất còn lại, Sergey Lyubykh, sống ở làng Nkkh Nekrasovka, qua đời vào năm 2012, nhưng trước khi ông qua đời, ông đã cho iết không còn đủ các cá thể sống của giống để cho phép sự đa dạng di truyền cần thiết cho việc tiếp tục sinh sản.
Những nhà thám hiểm đến Franz Josef Land, những người chinh phục miền Bắc Alaska và những nhà thám hiểm Nam Cực (kể cả Robert Falcon Scott) đã sử dụng những con chó giống này. Chúng được sử dụng bởi Hồng quân trong Thế chiến II như là động vật vận chuyển; nhưng việc sử dụng này ngắn ngủi sau khi nghiên cứu chứng minh rằng giống chó này có món ăn khoái khẩu là Cá hồi, nên chúng bị loại trừ.
Các nhánh của Sakhalin Husky được giả định là các tổ tiên của Akitas lông dày hơn.
Hiện đã có những nỗ lực để làm sống lại giống chó này.